# 장성여자고등학교
장성여자고등학교(長省女子高等學校)는 대한민국 강원특별자치도 태백시 문곡동에 있는 공립 고등학교이다.

## 학교 연혁
- 1969년 11월 22일 : 장성여자실업고등학교 설립인가(상과 3학급, 가정과 3학급 계 6학급)
- 1970년 3월 1일 : 제1대 김남수 교장 부임
- 1970년 3월 5일 : 개교(제1회 신입생 입학식)
- 1972년 12월 21일 : 학칙 변경(교명 장성여자종합고등학교)
- 1972년 12월 29일 : 학칙 변경(보통과 3학급, 상과 3학급 계 6학급)
- 1973년 2월 10일 : 제1회 졸업(109명)
- 1973년 9월 17일 : 학칙 변경(교명 장성여자고등학교)
- 1973년 12월 24일 : 학칙 변경(보통과 6학급)
- 1994년 7월 28일 : (구)태백고교로 교사 이전
- 2010년 9월 1일 : 청람학사(기숙사) 완공
- 2014년 3월 3일 : 2014학년도 교과교실제 실시
- 2025년 1월 3일 : 제53회 105명 졸업(졸업생 누계 10,528명)
- 2025년 3월 1일 : 제21대 김옥 교장 취임
- 2025년 3월 4일 : 2025학년도 110명 입학

## 참고 자료
- 장성여자고등학교 - 한국교육학술정보원 학교알리미